# D-10 전략포럼

제안된 10개국들

D-10 (ten leading democracies)은 선도적인 10개의 민주주의 국가로 아래 민주주의 질서에 근거한 규칙을 유지하기 위하여 대서양위원회가 주도한 개념을 말한다.
국가들은 대한민국, 미국, 캐나다, 영국, 프랑스, 독일, 이탈리아, 오스트레일리아, 일본 및 EU이다. "D-10" 회의는 전 세계 민주주의 국가에 거주하는 사람들의 60% 이상을 대표할 것이다. D-10은 조 바이든 미국 행정부에서 미국 국무부 "아시아 담당관"을 역임했던 커트 캠벨이 처음으로 주장하였다. 그는 G7에 오스트레일리아, 인도 및 대한민국을 추가시켜 D-10으로 확장하자고 제안했다.  "무역, 기술, 공급망 및 표준과 관련한 시급한 주제들에 대해서 논의하기 위하여 초대할 것으로 알려졌다.
D-10 전략 포럼의 회원은 다음과 같다.

## 회원국
- 오스트레일리아
- 캐나다
- 프랑스
- 독일
- 인도
- 이탈리아
- 일본
- 대한민국
- 영국
- 미국
- 유럽 연합

## 같이 보기
- G2
- G7
- G20
- 선진국
- 중진국
- 후진국